# Мидъл ъф дъ Роуд
Мидъл ъф дъ Роуд (на английски: Middle Of The Road) е шотландска поп група, популярна в Европа в началото на 70-те години на 20 век. Основана е на 1 април 1970 година в Глазгоу, Шотландия от водещата в нея Сали Кар (вокалистка), Кен Андрю (ударни), Иън МакКреди (китара) и Ерик МакКреди (бас китара). Първоначално те са свирили заедно под името Part Four от 1967 г. а по-късно и в латиноамерикански стил под името Los Caracas като под това име те печелят танцовото шоу на Великобритания – „Opportunity Knocks“. 

## История
През 1970 година групата заминава за Италия поради липса на успех в Обединеното кралство. Там те работят с продуцента Джакомо Тости и постигат първите си успехи. Най-успешният им сингъл „Chirpy Chirpy Cheep Cheep“ (1971) се продава в повече от 10 милиона копия, а „Tweedle Dee Tweedle Dum“ (1971) и „Soley Soley“ (1971) – в повече от 1 милион. 
Мидъл ъф дъ Роуд правят първия си и най-голям хит в Обединеното кралство с дебютния си британски сингъл Chirpy „Chirpy Cheep Cheep“, който достигна номер едно в „UK Singles Chart“ през юни 1971 г. и запазва челното си място цели четири седмици. Като цяло Мидъл ъф дъ Роуд правят пет хитови сингли в Обединеното кралство през 1971 – 1972 г. Групата има особено силен успех в Германия, където постигат единадесет Топ 40 хитове в периода 1971 – 1974 г. а Франк Валдор успешно адаптира парчетата „Sacramento“ и „Chirpy Chirpy Cheep Cheep“ които превземат дори и скандинавското радио.
През 1974 г. един от членовете на бандата „Bay City Rollers“ Нийл Хендерсън се присъединява към групата на китара. Той пише и става съавтор на песни за Мидъл ъф дъ Роуд (включително синглите „Rockin 'Soul“ и „Everybody Loves a Winner“). Същата година групата записва албумите „You Pay Yer Money“, „You Takes Yer Chance“ и „Postcard“ в Германия чрез „Ariola“, но те така и не достигат търговския успех на албумите с по-ранните им песни.

## Членове

### основни
- Сали Кар (родена като (на английски: Sarah Cecilia Carr) на 28 март 1945 г. в Муърхед, Ланкаршир) – вокал, ударни
- Кен Андрю (роден като (на английски: Kenneth Ballentyne Andrew) на 28 август 1942 г. в Bearsden, Глазгоу) – барабани
- Иън МакКреди (роден като (на английски: Ian C. McCredie) на 15 юли 1947 г. в Партик, Глазгоу) – китара, флейта
- Ерик МакКреди (роден като (на английски: Eric McCredie) на 17 юли 1945 г. в Партик, Глазгоу, починал на 6 октомври 2007 г. в Глазгоу) – бас китара

### текущи
- Стюарт МакЕван (роден като (на английски: Stewart McEwan)
- Стефан Ебн (роден като (на английски: Stephan Ebn)
- Лорна Осбърн (родена като (на английски: Lorna Bannon)
- Линда Карол (родена като (на английски: Linda Carroll)
- Лорийн Фелберг (родена като (на английски: Lorraine Fehlberg)
- Нийл Хендерсън (роден като (на английски: Neil Fulton Henderson) на 11 февруари 1953 г. в Глазгоу) – китара
- Фил Андерсън (роден като (на английски: Phil Anderson)
- Ан Катрин Уотсън (родена като (на английски: Anne Thomson) на 2 декември 1951 г.в Партик, Глазгоу) – за известно време през 1975 г. като клавиши и вокал.

## Дискография
| Година | Заглавие на албума             | Позиция | Позиция |
| Година | Заглавие на албума             | GER     | NOR     |
| ------ | ------------------------------ | ------- | ------- |
| 1971   | Chirpy Chirpy Cheep Cheep      | ?       | 3       |
| 1971   | Acceleration                   | 13      | 2       |
| 1972   | The Best of Middle of the Road | -       | ?       |
| 1973   | Drive On                       | 48      | ?       |
| 1973   | Music Music                    | 45      | ?       |
| 1974   | Postcard                       | ?       | ?       |

| Година | Заглавие                                 | Позиция | Позиция | Позиция | Позиция | Позиция | Позиция | Албум                                       |
| Година | Заглавие                                 | GB      | GER     | AUT     | SWI     | NOR     | NLD     | Албум                                       |
| ------ | ---------------------------------------- | ------- | ------- | ------- | ------- | ------- | ------- | ------------------------------------------- |
| 1971   | „Chirpy Chirpy Cheep Cheep“              | 1       | 2       | 2       | 1       | 1       | 2       | Chirpy Chirpy Cheep Cheep                   |
| 1971   | „Tweedle Dee, Tweedle Dum“               | 2       | 15      | ?       | ?       | 6       | 5       | Chirpy Chirpy Cheep Cheep                   |
| 1971   | „Soley Soley“                            | 5       | 2       | ?       | 1       | 1       | 1       | Acceleration                                |
| 1972   | „Sacramento (A Wonderful Town)“          | 23      | 1       | ?       | 1       | 1       | 1       | Acceleration                                |
| 1972   | „Samson and Delilah“/Talk of All the USA | 26      | 2       | ?       | 3       | 11      | 1       | Acceleration                                |
| 1972   | „Bottoms Up“                             | ?       | 2       | ?       | ?       | 8       | 5       | Drive On                                    |
| 1973   | „Yellow Boomerang“                       | ?       | 6       | 14      | 2       | 8       | 2       | Drive On                                    |
| 1973   | „Kailakee Kailako“                       | ?       | 29      | ?       | 5       | ?       | 21      | Drive On                                    |
| 1973   | „Samba D'Amour“                          | ?       | 35      | ?       | ?       | ?       | ?       | Music Music                                 |
| 1973   | „Honey No“                               | ?       | 31      | ?       | 5       | ?       | ?       | Drive On                                    |
| 1974   | „Rockin' Soul“                           | ?       | 31      | ?       | ?       | ?       | ?       | You Pays Yer Money and You Takes Yer Chance |
| 1976   | „Everybody Loves a Winner“               | ?       | 43      | ?       | ?       | ?       | ?       | You Pays Yer Money and You Takes Yer Chance |